# Émile Jacotey
Émile Jacotey is het vierde studioalbum van Ange. 
Ange dook opnieuw de Studio des Dames geluidsstudio in Parijs in om tot een conceptalbum te komen. Het album kwam voort uit een ontmoeting van Christian Décamps met een oude dorpssmid Émile Jacotey uit Saulnot, Haute-Saône, die  hem een aantal verhalen uit de omgeving vertelde. Het was Anges eerste album met een nieuwe drummer Biger, die bij het volgend album alweer vertrokken was.
Het album haalde de 12e plaats in zestien weken notering in de Franse albumlijsten.
In 2015 werd van dit album een nieuwe versie uitgegeven onder de titel Émile Jacotey résurrection. De muziek werd daarbij opnieuw gearrangeerd, aangevuld met nieuwe tracks  en opnieuw opgenomen.

## Musici
- Christian Décamps – zang, toetsinstrumenten en percussie
- Jean Michel Brézovar – gitaar, zang
- Daniel Haas – akoestische gitaar, basgitaar, zang
- Francis Décamps – toetsinstrumenten, zang
- Guénolé Biger – slagwerk, percussie, elektrische gitaar op Jour après jour

## Muziek
| Nr. | Titel                                                      | Duur |
| --- | ---------------------------------------------------------- | ---- |
| 1.  | Bêle, bêle petite chèvre (C. Décamps, Haas)                | 3:50 |
| 2.  | Sur la trace des fées (C. Décamps, Brézovar)               | 4:48 |
| 3.  | Le nain de Stanislas (C. Décamps, F. Décamps)              | 5;45 |
| 4.  | Jour après jour (C. Décamps, F. Décamps)                   | 3:09 |
| 5.  | Ode à Emile (C. Décamps, Brézovar)                         | 3:03 |
| 6.  | Ego et Deus (C. Décamps, F. Décamps)                       | 4:07 |
| 7.  | J’irai dormer plus loin que ton sommeil (C. Décamps, Haas) | 4:11 |
| 8.  | Aurélia (C. Décamps, Brézovar)                             | 2:54 |
| 9.  | Les noces (C. Décamps, Biger)                              | 6:28 |
| 10. | Le marchand de planètes (C. Décamps, Biger)                | 4;17 |

De tracks 6 tot en met 9 worden vaak als behorend tot één nummer beschouwd.